# ديفيد إم. غرينغر
ديفيد إم. غرينغر (بالإنجليزية: David M. Granger)‏ هو رئيس تحرير وصحفي أمريكي، ولد في 31 أكتوبر 1956.